# Magnolia schiedeana
Espèce
Statut de conservation UICN

 VU B1ab(iii) : Vulnérable
Magnolia schiedeana est une espèce de plantes à fleurs de la famille des Magnoliacées. C'est un arbre endémique du Mexique.

## Dénominations
Magnolia poasana possède plusieurs dénominations au Mexique en espagnol : corpus, palo de cacique («bâton de cacique») ou simplement magnolia. En français, il est appelé magnolia de Schiede. En anglais, il est appelé Schiede magnolia.

## Description
C'est un grand arbre au feuillage coriace persistant pouvant atteindre 30 m. Les feuilles simples, de formes elliptiques à ovales, mesurent entre 10 et 20 cm. Leur marge est entière. Le sommet du limbe est acuminé alors que la base est arrondie ou cunéiforme. Le pétiole mesure entre 2,5 et 4 cm. Les fleurs crème hermaphrodites actinomorphes. Le périanthe est composé de neuf à douze tépales obovaux.

## Répartition et habitat
L'espèce est présente au Mexique dans six États depuis le Sinaloa au Nord jusqu'au Nayarit et au Veracruz au Sud de manière éparse entre 1 500 et 2 100 m.